# كاتسوراغي
كاتسوراغي (باليابانية: かつらぎ町) هي بلدية في اليابان، وبلدة في اليابان، تقع في واكاياما، ومقاطعة إيتو، بلغ عدد سكانها 16,442 نسمة وذلك حسب إحصائيات سنة 2017، تبلغ مساحتها 151.69 كيلومتر مربع.

## الموقع
تشترك في الحدود مع:
- هاشيموتو، واكاياما
- آريداغاوا
- كاواتشيناغانو، أوساكا
- إزومي، أوساكا
- كيشيوادا، أوساكا
- كيمينو
- كودوياما
- كويا
- كينوكاوا، واكاياما
- نوسيغاوا.

## أعلام
- هيروفومي هيرانو